# Tovvalltjärnen
Tovvalltjärnen är en sjö i Älvdalens kommun i Dalarna och ingår i Dalälvens huvudavrinningsområde. Sjön har en area på 0,0363 kvadratkilometer och ligger 561,2 meter över havet.

## Delavrinningsområde
Tovvalltjärnen ingår i det delavrinningsområde (687880-133717) som SMHI kallar för Mynnar i Storån. Medelhöjden är 577 meter över havet och ytan är 2,42 kvadratkilometer. Räknas de 22 avrinningsområdena uppströms in blir den ackumulerade arean 153,93 kvadratkilometer. Grundöjan som avvattnar avrinningsområdet har biflödesordning 3, vilket innebär att vattnet flödar genom totalt 3 vattendrag innan det når havet efter 488 kilometer. Avrinningsområdet består mestadels av skog (90 procent). Avrinningsområdet har 0,08 kvadratkilometer vattenytor vilket ger det en sjöprocent på 0,6 procent.